# Groupe France Agricole
Pour les articles homonymes, voir GFA.
Le Groupe France Agricole (GFA) est une maison d'édition française leader de la presse professionnelle agricole et agroalimentaire. Son titre phare parmi les neuf édités est La France Agricole premier hebdomadaire professionnel d’Europe.

## Historique
GFA est revendu en 2001 au fonds d'investissement britannique Cinven qui l'intègre dans l'entité Aprovia puis est cédé en 2005 au fonds d'investissement Pragma Capital.
Le Groupe France Agricole est racheté en 2011 par le groupe d'informatique agricole Isagri (entreprise familiale), à hauteur de 75 % du capital, avec son partenaire financier Sofiprotéol (devenu groupe Avril), à hauteur de 25 % du capital, dont le président Xavier Beulin dirigeait alors également la FNSEA,,. En juin 2014, Isagri reprend le capital du Groupe France Agricole à hauteur de 95 %.
Le Groupe France Agricole publie La France Agricole et plusieurs autres titres : L'Éleveur laitier, La Vigne, Agrodistribution, RIA (Revue de l'industrie alimentaire), Machinisme & Réseau, La Toque, La France des ETA, La France des concessions, Lien horticole et Phytoma.
En 2014, le groupe agrandit sa zone d'influence vitivinicole en acquérant le portail Vitisphere mis sur internet en 2000.

## Promotion de l'enseignement agricole
Le GFA participe à la valorisation de l'élevage bovin laitier ou allaitant par le biais de concours comme le Trophée national des lycées agricoles (TNLA, un événement du Concours général agricole, créé à l’origine par la rédaction de L’Eleveur laitier, du Groupe France Agricole, en 2002) en s'appuyant sur les enseignants et professionnels en partenariat avec la Direction générale de l’enseignement et de la recherche et du ministère de l’Agriculture, de l’Agroalimentaire et de la Forêt.

## Salons  agricoles

### Salon International de l'agriculture
Le Groupe France Agricole est présent à chaque Salon international de l'agriculture dans les catégories « services et presse ».

### Autres Salons
- Innov-Agri[7], salons Innov-Agri à Outarville (Loiret) et Innov-Agri Grand Sud-Ouest.
- Dionysud[8]

## Titre des magazinesagriculture et agroalimentaire
- Agrodistribution ;
- La France Agricole ;
- La Vigne ;
- L’Éleveur laitier, magazine mensuel français agricole, il s'adresse aux professionnels de l'élevage bovin laitier ;
- Le Lien Horticole ;
- Machinisme & Réseaux ;
- Phytoma ;
- RIA[9].

## La Toque Magazinegastronomie
La Toque Magazine est un magazine du groupe indépendant créé en 1990, dédié aux artisans boulangers, pâtissiers, confiseurs, glaciers, snacks,.

### Participations de La Toque Magazine
La Toque Magazine participe comme exposant et remise de prix au SIRHA, Salon international de la restauration de l'hôtellerie et de l'alimentation, et s'est engagée auprès de Love Baguette pour le combat contre le sida.

### Rubriques du magazine
- Actualités[18]
- Concours[19]
- Conseils[20]
- Gastronomie[21]
- Dossiers[22]

### Diffusion du magazine
Diffusion totale La Toque Magazine.
| Titre             | 2012   | 2013   | 2014   | 2015   | 2016   | 2017   | 2018   |
| ----------------- | ------ | ------ | ------ | ------ | ------ | ------ | ------ |
| La Toque Magazine | 43 741 | 42 979 | 43 690 | 42 987 | 44 333 | 45 350 | 44 680 |

## Publications des ouvrages du groupe
Liste non exhaustive :
- Roland Carles, Audit et gestion de l'enterprise agricole : comment repérer les forces et les faiblesses d'une entreprise agricole, Paris, Groupe France Agricole, 1999, 251 p. (ISBN 2-85557-053-0, lire en ligne)
- Daniel Babo, Races ovines et caprines françaises, Paris, Groupe France Agricole, coll. « Environnement Agricole », 2000, 304 p. (ISBN 978-2-85557-054-9, lire en ligne)
- François Moinet, Les produits fermiers : transformation et commercialisation, Paris, Groupe France Agricole, coll. « Médiguide », 2002, 320 p. (ISBN 978-2-85557-073-0, lire en ligne)
- Pascal Cornu, Entreprise agricole et optimisation fiscale, Paris, Groupe France Agricole, 2004, 254 p. (ISBN 2-85557-116-2, lire en ligne)
- Guy-Pierre Martineau et Hervé Morvan, Maladies d'élevage des porcs, Paris, Groupe France Agricole, coll. « FA Santé animale », 2010, 608 p. (ISBN 978-2-85557-166-9, lire en ligne)
- Samuel Boucher et Loïc Noailles, Maladies des lapins, Paris, Groupe France Agricole, coll. « FA.Santé Animale », 2013, 356 p. (ISBN 978-2-85557-246-8)
- Roger Wolter, Charles Barré et Philippe Benoit, Alimentation du cheval, Paris, Groupe France Agricole, coll. « FA.Env.Agricole », 2014, 401 p. (ISBN 978-2-85557-265-9)
- Laeticia Bataille et Amélie Charles, Races équines de France, chevaux, poneys et ânes, Paris, Groupe France Agricole, coll. « Santé animale », 2017, 288 p. (ISBN 978-2-85557-481-3)